# Melanin

Vzorec melaninu

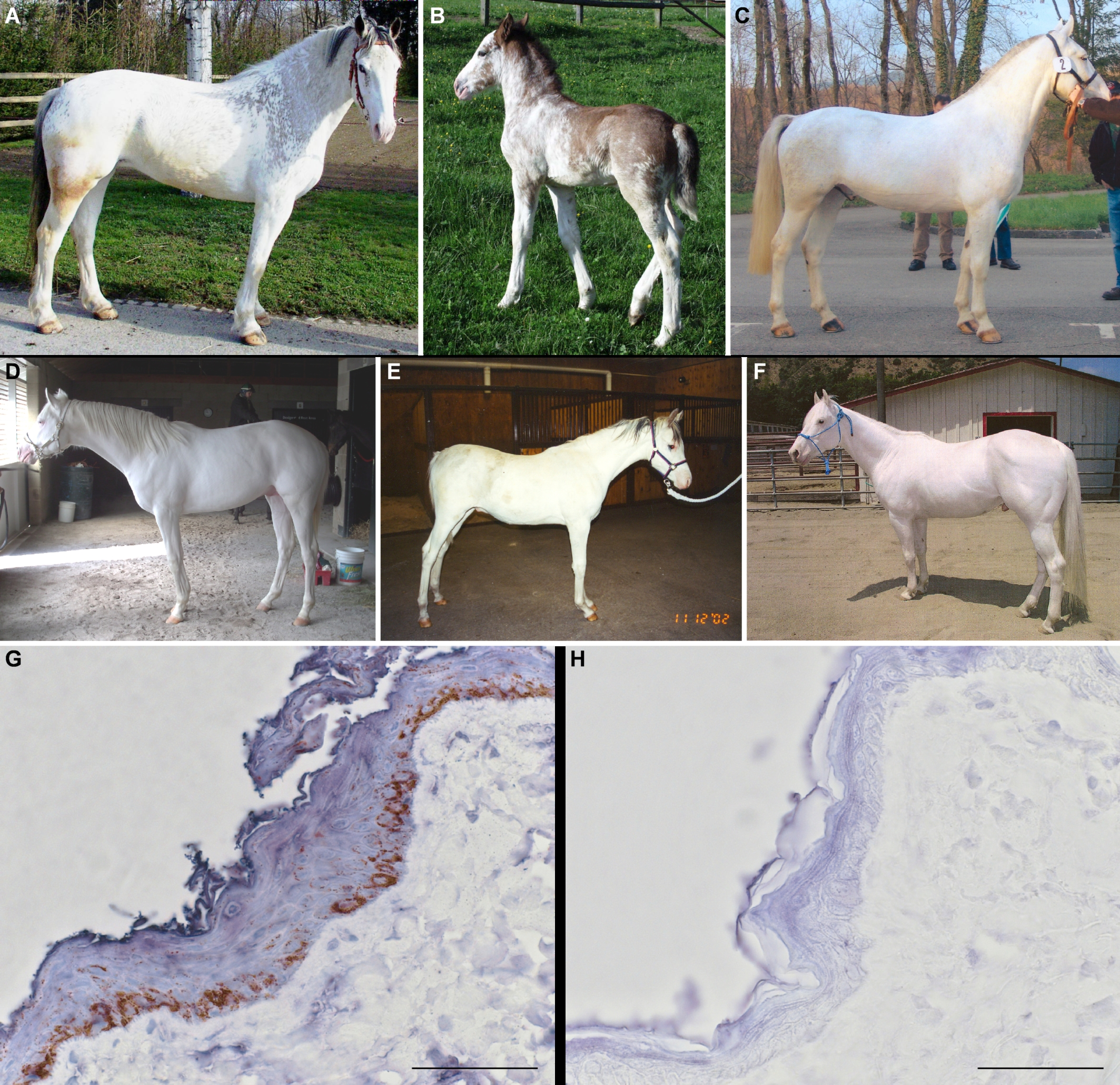
Některé koně je možné považovat za albíny, kteří postrádají melanin. Dole je preparát z pokožky tmavého (vlevo) a plavého (vpravo) koně

Melanin je označení pro hnědý až černý pigment, který se vyskytuje v tělech rostlin, živočichů i prvoků. Z chemického hlediska je odvozen z aminokyselin tyrosinu či tryptofanu, jež jsou oxidovány a zpolymerovány. Nejběžnější formou je hnědočerný polymer eumelanin. Další běžná forma je červenohnědý polymer feomelanin, který je zodpovědný za zrzavé vlasy a pihy. Oba mají mírně odlišnou chemickou strukturu.

## Výskyt
V lidském těle se vyskytují nejen v kůži, ale například i ve vlasech, v duhovce či v sítnici. Mimo to se melanin nachází v peří ptáků, v pokožce plazů, ve hmyzí vnější kostře nebo dokonce v inkoustu hlavonožců.

## Funkce

Množství melaninu v lidské kůži je v různých částech světa odlišné

Melanin chrání proti poškození světlem. Pokožka nesmí být nadměrně vystavena světelnému UV záření. Konkrétněji se udává, že nesmí docházet k oxidaci kyseliny listové v pokožce, ale zase musí být dostatek světla, aby mohl vznikat vitamín D. Pohlcuje především ultrafialové záření, a tak zabraňuje tvorbě volných radikálů, tím chrání DNA buněk před poškozením a vznikem zhoubného nádoru melanomu.
V lidské kůži je tvorba melaninu stimulována hlavně v okamžiku, když dojde k poškození DNA. Pokožka tak při opalování hnědne. Různé lidské populace si geneticky adaptovaly odlišné barvy pleti, což záviselo na tom, v jak intenzivním slunečním záření se daná populace vyvíjela. Buňka zodpovědná za vznik melaninu se označuje melanocyt. Vzácně dochází i k přílišné produkci melaninu (tzv. melanismus) nebo naopak melanin je produkován v nižším množství (albinismus).

## Paleontologický záznam
Stopy po původních melanosomech a melaninu byly od roku 2008 objeveny již u množství fosilních nálezů organismů z geologické minulosti (například tzv. opeření dinosauři, jako jsou rody Sinosauropteryx, Anchiornis a další). Díky těmto nálezům můžeme alespoň částečně dešifrovat původní zbarvení těchto dávno vyhynulých organismů.